# Білозір Лариса Миколаївна
Лариса Миколаївна Білозір, до шлюбу Кучер, нар. 24 вересня 1981, Тростянець) — українська громадська та політична діячка, з 29 серпня 2019 року народна депутатка України IX скликання. Входить до складу депутатської групи «Довіра».
З 29 серпня 2019 року членкиня Комітету Верховної Ради України з питань організації державної влади, місцевого самоврядування, регіонального розвитку та містобудування.
З 4 вересня 2019 року голова підкомітету з питань адміністративних послуг та адміністративних процедур Комітету Верховної Ради України з питань організації державної влади, місцевого самоврядування, регіонального розвитку та містобудування.
З 29 червня 2021 року заступниця голови Тимчасової спеціальної комісії Верховної Ради України з питань захисту прав інвесторів.

## Біографія
Лариса Кучер народилася 24 вересня 1981 року в родині агронома та народного депутата України VIII та IX скликань Миколи Кучера, та бібліотекарки у селищі Тростянець Вінницької області, де провела дитинство та ходила до школи.
Після закінчення школи вступила до Інституту міжнародних відносин Київського національного університету імені Т. Г. Шевченка, де здобула вищу економічну освіту та, з часом, науковий ступінь кандидата економічних наук. Після цього продовжила навчання у Міжнародному інституті менеджменту в Брюсселі та отримала кваліфікацію магістра з бізнес-адміністрування.
З 2004 року Білозір працювала в структурах агропромислового комплексу, приватному бізнесі, соціальній сфері.

## Політична діяльність
У 2015 році була обрана депутаткою Вінницької обласної ради від партії "БПП «Солідарність». Була головою Благодійного фонду «Допомоги онкохворим дітям». Була головою постійної комісії з питань місцевого самоврядування та адміністративно-територіального устрою, євроінтеграції у Вінницькій обласній раді. Очолювала громадську організацію «Життя та розвиток громад».
У 2019 році Білозір була обрана народною депутаткою України на одномандатному виборчому окрузі № 15 (Мурованокуриловецький, Томашпільський, Тульчинський, Чернівецький, Шаргородський райони) як самовисуванка. На час виборів: виконавча директор громадської організації «Життя та розвиток громад», безпартійна. Проживає в м. Києві.
Членкиня Комітету Верховної Ради з питань організації державної влади, місцевого самоврядування, регіонального розвитку та містобудування, голова підкомітету з питань адміністративних послуг та адміністративних процедур. Заступниця члена Постійної делегації у Парламентській асамблеї Ради Європи.
7 грудня 2020 року включена до списку українських фізичних осіб, проти яких російським урядом запроваджено санкції.
22 липня 2025 року голосувала за закон України 12414 який був ухвалений з порушенням Регламенту Верховної Ради України та підпорядковував НАБУ та САП Генеральному прокурору і викликав масові протести.

### Законотворча діяльність
- Закон про внесення змін до деяких законодавчих актів України щодо протидії порушенню прав у сфері праці;
- Закон про звернення Верховної Ради України до Кабінету Міністрів України щодо створення центрального органу виконавчої влади в сфері захисту прав дітей – Державної служби України у справах дітей;
- Закон про внесення змін до деяких законів України щодо заходу із запобігання загрозам національної безпеки – позбавлення осіб державних нагород;
- Закон про внесення змін до Закону України "Про публічні закупівлі" щодо посилення державного фінансового контролю;
- Закон про внесення змін до Закону України "Про місцеве самоврядування в Україні" щодо забезпечення прозорості місцевого самоврядування;
- Закон про внесення змін до деяких законів України щодо стандартизації у сферах криптографічного та технічного захисту інформації, кіберзахисту, протидії технічним розвідкам[15].

## Благодійність
Протягом 4-9 червня 2019 року кандидати-самовисуванці Микола Кучер та Лариса Білозір провели фестиваль оперної музики "OperaFest Tulchyn" у місті Тульчин Вінницької області. Також самовисуванка Лариса Білозір організувала безкоштовний концерт гурту "Лісапетний батальйон" у смт. Чернівці Вінницької області; організувала дитяче свято на честь Дня захисту дітей та дарувала подарунки переможцям дитячих велоперегонів у смт. Томашпіль Вінницької області. Крім того, від імені Лариси Білозір роздавали солодощі та сік дітям під час відкриття "OperaFestTulchyn".

## Родина
- Батько — Кучер Микола Іванович, український господарник, управлінець, політик, радянський партфункціонер. Народний депутат України VIII та IX скликання.
- Брат — Олександр Кучер — депутат Ладижинської міської ради (Вінницька область).[19]
- Чоловік — Андрій Білозір (1982 року народження), син композитора Ігоря Білозора і народної артистки України Оксани Білозір. У 2014 році був депутатом Київської міської ради від партії «УДАР», через рік знову балотувався до Київради. Однак вибори програв. У 2018 році Андрій став виконувачем обов'язків генерального директора компанії «Украгролізинг».

Одружені з 2005 року. У шлюбі з Андрієм Лариса народила двох доньок — Анну-Марію та Єлизавету та сина [Архівовано 7 ЛЮТОГО 2023 у misto.vn.ua]; misto.vn.ua.